# Swartzia ingaefolia
Swartzia ingaefolia är en ärtväxtart som beskrevs av Adolpho Ducke. Swartzia ingaefolia ingår i släktet Swartzia och familjen ärtväxter. Inga underarter finns listade i Catalogue of Life.